# Dirk Beljaarts
Dirk Stefan Beljaarts (ur. 8 lutego 1978 w Roosendaal) – holenderski polityk i menedżer, w latach 2024–2025 minister spraw gospodarczych.

## Życiorys
W 2001 został absolwentem szkoły hotelarskiej działającej w ramach uczelni Zuyd Hogeschool. Zawodowo związany z branżą hotelarską, zajmował się m.in. zarządzaniem hotelami. W latach 2019–2024 był dyrektorem generalnym organizacji branżowej Koninklijke Horeca Nederland. W 2015 został konsulem honorowym Węgier w Amsterdamie. Od 2021 zasiadał we władzach europejskiej organizacji HOTREC, reprezentującej branżę turystyczną i hotelarską.
W lipcu 2024 z rekomendacji Partii Wolności objął stanowisko ministra spraw gospodarczych w rządzie Dicka Schoofa. Odszedł z tej funkcji w czerwcu 2025, gdy PVV opuściła koalicję rządową.